# Jesse Johnson Finley

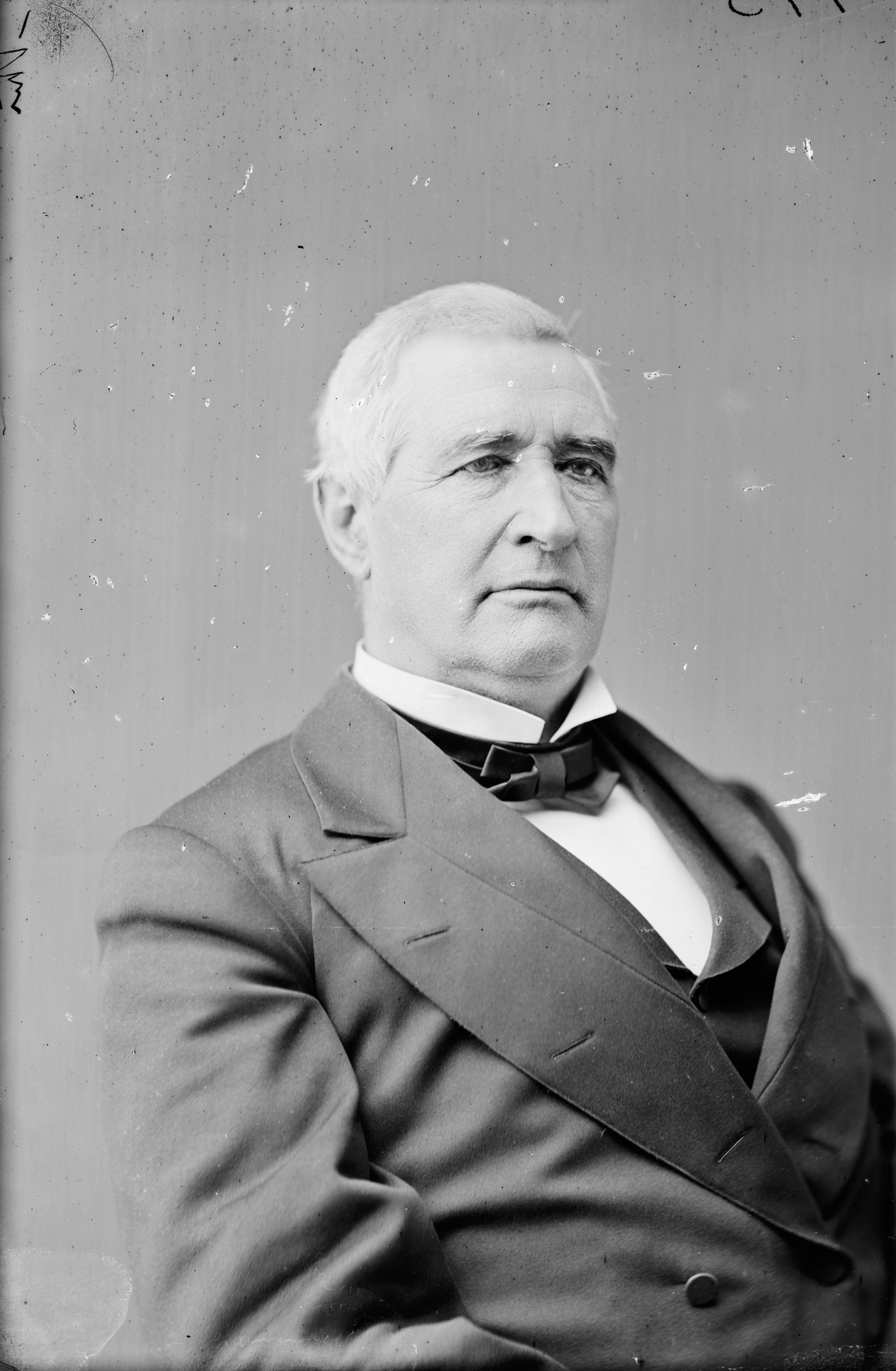
Jesse Johnson Finley

Jesse Johnson Finley (* 18. November 1812 in Lebanon, Tennessee; † 6. November 1904 in Lake City, Florida) war ein US-amerikanischer Politiker, Jurist und Brigadegeneral der Konföderierten Staaten von Amerika im Sezessionskrieg.

## Politischer Aufstieg
Finley wurde 1812 im Wilson County in Tennessee geboren, wo er auch seine Kindheit verbrachte und zur Schule ging. 1836 nahm er als Captain von berittenen Freiwilligen am Seminolenkrieg teil. Anschließend beendete er sein Jura-Studium und wurde 1838 als Anwalt zugelassen. Danach zog er 1840 in das Mississippi County in Arkansas, wo er sich als Anwalt niederließ, in der Politik betätigte und bereits für das Folgejahr in den Senat von Arkansas gewählt wurde. 1842 zog er nach Memphis (Tennessee), praktizierte weiterhin als Anwalt und wurde 1845 Bürgermeister der Stadt. Ein Jahr später zog er weiter nach Marianna in Florida, wo er 1850 in den Staatssenat gewählt wurde. Von 1853 bis 1861 war Finley Richter des westlichen Gerichtsbezirks von Florida.

## Offizier und Kongressabgeordneter
Bei Ausbruch des Sezessionskrieges wurde Finley zum Richter am Obersten Gerichtshof der Konföderierten für den Bezirk Florida gewählt. Im März 1862 legte er sein Amt nieder und diente zunächst als einfacher Soldat in der Armee der Südstaaten. Nach mehrfachen Beförderungen wurde er am 16. November 1863 zum Brigadegeneral ernannt.
Nach dem Krieg ging er zurück nach Florida, ließ sich in Lake City nieder und praktizierte wieder als Anwalt. 1871 zog Finley nach Jacksonville um. Am 19. April 1876 zog er erstmals als Demokrat in das Repräsentantenhaus der Vereinigten Staaten ein, nachdem er erfolgreich die Wahl von Josiah T. Walls angefochten hatte. Er schied am 3. März 1879 aus dem Kongress aus, in den er am 20. Februar 1879 für zwölf Tage zurückkehrte, nachdem er erneut Einspruch gegen ein Wahlergebnis eingelegt hatte und diesmal den Platz von Horatio Bisbee einnahm. Im Jahr 1880 gewann Finley die Wahlen im zweiten Kongressdistrikt, musste dann aber seinerseits nach einem Einspruch am 1. Juni 1882 das Mandat an Bisbee abtreten.
1887 wurde Finley zum Nachfolger von US-Senator Charles W. Jones ernannt. Die Wahrnehmung seines Mandates wurde ihm jedoch wegen eines Verfahrensfehlers verweigert.